# Lars Hansson (arkitekt)
Lars Ivan Erling Hansson, född 1 september 1933 i Uddevalla, är en svensk arkitekt.
Hansson, som är son till Ivan Hansson och Alice Thorén, avlade studentexamen 1952 och utexaminerades från Chalmers tekniska högskola i Göteborg 1959. Han anställdes på länsarkitektkontoret i Kopparbergs län 1961, som arkitekt där 1963, och på länsarkitektkontoret i Älvsborgs län 1967. Han har även varit engagerad inom scouting och var styrelseledamot i KFUM 1961.